# Stana Katić
Stana Katić (Hamilton, 1978. április 26. –) kanadai színésznő.
Egyik leghíresebb alakítása Kate Beckett nyomozó az ABC Castle című bűnügyi sorozatában.

## Fiatalkora és családja
A kanadai Hamiltonban született. Szerb apja és horvát édesanyja Jugoszláviából emigrált. Édesapja Vrlikából, édesanyja Sinj környékéről származik. Négy öccse és egy húga van. Katić később költözött családjával Aurorába (Illinois, USA). A következő években Kanada és az Egyesült Államok között ingázott. Miután leérettségizett a West Aurora High School tanintézményben, 1996-ban színészetet tanult a Chicago's Goodman School of Drama hallgatójaként. 
Az angol mellett beszél horvát, szerb, szlovén, olasz és francia nyelven is.

## Pályafutása
Hana Gitelmant alakította a Hősök két epizódjában, Colette Stengert a 24 című televíziós sorozat 5. évadjában és Jennyt a Morgan Freeman főszereplésével készült A szerelem bősége című filmben. A Quantum csendje című James Bond-filmben is szerepelt 2008-ban, majd ugyanezen év augusztusában az ABC bejelentette az új sorozatát, a Castle-t, Stana Katić és Nathan Fillion főszereplésével. Katić Kate Beckett nyomozónőt alakította 2016-ig. Szerepelt  A titkok könyvtára 3. – A Júdás-kehely átka című 2008-as filmben is, amelyben egy vámpírt alakított.

## Magánélete
2015 áprilisában Horvátországban, egy privát ceremónia keretein belül házasságot kötött a szintén horvát származású Kris Brkljačcsal.
Katić 2010-ben elindított egy kezdeményezést "The Alternative Travel Project" néven. A program kiindulópontja az alternatív közlekedési módokra való figyelemfelhívás volt Los Angelesben. A program ma szerte a világon népszerűsíti a kerékpározást és más alternatív közlekedési módokat. Archiválva 2015. október 15-i dátummal a Wayback Machine-ben

## Filmográfia

### Film
| Év   | Magyar cím              | Eredeti cím                                          | Szerep                        | Magyar hang        |
| ---- | ----------------------- | ---------------------------------------------------- | ----------------------------- | ------------------ |
| 1999 |                         | Acid Freaks (rövidfilm)                              | Annie                         |                    |
| 2003 |                         | Shut-Eye                                             | Angela                        |                    |
| 2005 | Ököljog                 | Pit Fighter                                          | Marianne                      |                    |
| 2007 | A szerelem bősége       | Feast of Love                                        | Jenny                         |                    |
| 2008 | Stiletto                | Stiletto                                             | Raina                         | Ruttkay Laura      |
| 2008 | A Quantum csendje       | Quantum of Solace                                    | Corrine Veneau                |                    |
| 2008 | Spirit – A sikító város | The Spirit                                           | Morgenstern                   | Ruttkay Laura      |
| 2010 |                         | Truth About Kerry                                    | Emma                          |                    |
| 2011 | Csak szeretőknek        | For Lovers Only                                      | Sofia                         |                    |
| 2011 | Álcák csapdája          | The Double                                           | Amber                         |                    |
| 2013 | Művésztelep             | Big Sur                                              | Lenore Kandel                 | Sallai Nóra        |
| 2013 | CBGB                    | CBGB                                                 | Genya Ravan                   | Eke Angéla         |
| 2013 | Superman elszabadul     | Superman: Unbound                                    | Lois Lane (hangja)            | Ruttkay Laura      |
| 2016 | Sivatagi hajsza         | The Rendezvous                                       | Rachel Rozman                 | Kisfalvi Krisztina |
| 2017 | Elveszve Firenzében     | Lost in Florence                                     | Anna                          | Kisfalvi Krisztina |
| 2018 | Hannah Grace holtteste  | The Possession of Hannah Grace                       | Lisa Roberts                  | Kisfalvi Krisztina |
| 2019 | Churchill kémei         | A Call to Spy                                        | Vera Atkins                   |                    |
| 2021 |                         | Justice Society: World War II                        | Diana / Wonder Woman (hangja) |                    |
| 2023 |                         | Justice League: Warworld                             | Diana / Wonder Woman (hangja) |                    |
| 2024 |                         | Justice League: Crisis on Infinite Earths – Part One | Diana / Wonder Woman (hangja) |                    |

### Televízió
| Év        | Magyar cím                                  | Eredeti cím                               | Szerep               | Megjegyzések                                               |
| --------- | ------------------------------------------- | ----------------------------------------- | -------------------- | ---------------------------------------------------------- |
| 2004      | FBI ügynökök bevetésen                      | The Handler                               | Mariella             | 1 epizód                                                   |
| 2004      | Alias                                       | Alias                                     | légiutas-kísérő      | 1 epizód                                                   |
| 2004      | Dragnet – Gyilkossági akták                 | Dragnet                                   | Miriam Nelson        | 1 epizód                                                   |
| 2004      | The Shield – Kemény zsaruk                  | The Shield                                | Ayla                 | 2 epizód                                                   |
| 2004      | JAG – Becsületbeli ügyek                    | JAG                                       | Lucienne Charmoli    | 1 epizód                                                   |
| 2005      | A főnök                                     | The Closer                                | Nadia                | 1 epizód                                                   |
| 2005      | Vészhelyzet                                 | ER                                        | Blaire Collins       | 1 epizód                                                   |
| 2006      | 24                                          | 24                                        | Collette Stenger     | 3 epizód                                                   |
| 2006      | Sárkánydinasztia                            | Dragon Dynasty                            | Ava                  | tévéfilm                                                   |
| 2006      | Testvérek                                   | Brothers & Sisters                        | Karen Wells          | 1 epizód                                                   |
| 2006      |                                             | Faceless                                  | Diana Palos          | eladatlan próbaepizód                                      |
| 2007      |                                             | Company Man                               | Donna Baker          | eladatlan próbaepizód                                      |
| 2007      | Hősök                                       | Heroes                                    | Hana Gitelman        | 2 epizód                                                   |
| 2007      | CSI: Miami helyszínelők                     | CSI: Miami                                | Rita Sullivan        | 1 epizód                                                   |
| 2007      | Az egység                                   | The Unit                                  | Debra Lane           | 1 epizód                                                   |
| 2008      | Kiskirályok                                 | Would Be Kings                            | Julianna Martinelli  | minisorozat (2 epizód)                                     |
| 2008      | A titkok könyvtára 3. – A Júdás-kehely átka | The Librarian: Curse of the Judas Chalice | Simone Renoir        | - tévéfilm - magyar hangja: - Ruttkay Laura - Zakariás Éva |
| 2009–2016 | Castle                                      | Castle                                    | Kate Beckett         | - főszereplő - magyar hangja: - Kisfalvi Krisztina         |
| 2012      |                                             | Fletcher Drive                            | Greta                | 1 epizód                                                   |
| 2015      |                                             | Sister Cities                             | Carolina Baxter Shaw | tévéfilm                                                   |
| 2017–2020 | Elfeledve                                   | Absentia                                  | Emily Byrne ügynök   | - főszereplő - magyar hangja: - Kisfalvi Krisztina         |